# بيتر دافي
بيتر دافي (1 يوليو 1974 - )  (بالإنجليزية: Peter Davy)‏ هو لاعب كريكت أيرلندي. شارك مع منتخب أيرلندا للكريكت.